# Na Senda do Crime
Na Senda do Crime é um filme brasileiro de 1954 dos gêneros policial e noir, dirigido por Flaminio Bollini Cerri para a Companhia Cinematográfica Vera Cruz. A fotografia é de H.E. Fowle, e Isaurinha Garcia apresenta um número musical. O filme é conhecido internacionalmente como Road to Crime.

## Elenco principal
- Miro Cerni...Sérgio
- Cleide Yáconis...Jurema
- Sílvia Fernanda...Margô
- Salvador Daki...Osvaldo
- Marly Bueno...Maria, a empregada
- Renato Consorte...Chico, o barbeiro
- Vicente Leporace...subdelegado (nos letreiros, informado ser da "Rádio Record")
- Nelson Camargo
- Antonio Fragoso
- Ari Ferreira
- Mira Georgi
- Maurício do Valle (não creditado)

## Sinopse
Em São Paulo (cidade), o jovem Sérgio trabalha num banco no qual seu rico tio é o presidente. Usando o nome dele para conseguir dinheiro emprestado, Sérgio leva uma vida perdulária frequentando casas noturnas e namorando a sofisticada vedete do teatro de revista Margô. Seu tio se nega a pagar os empréstimos e Sérgio se vê em dificuldades mas arma um plano quando ladrões invadem a casa do banqueiro. Sérgio conhece os ladrões e os encontra em um salão de sinuca, quando lhes propõe um grande roubo a uma mansão de um cliente do banco que sabe que possui dinheiro guardado no lugar. Mesmo com a relutância dos bandidos, principalmente de Osvaldo, Sérgio os lidera na ação em que embebedam a empregada que era a única pessoa na casa. Na hora de dividirem o dinheiro, Sérgio engana os bandidos e os faz concordarem em depositar a maior parte da quantia no banco em que trabalha, numa conta em nome de Jurema, a humilde manicure irmã de André, outro dos bandidos, e que não sabe dos crimes. Jurema se apaixona por Sérgio e não se nega a sacar o dinheiro e lhe dar sem que o irmão e os outros saibam. Mas logo os bandidos pressionarão Sérgio por causa do dinheiro e ele planeja um novo roubo mas desconhece que a polícia já sabe sobre seus crimes.